# طورة الشرقية
طورة الشرقية قرية فلسطينية من قرى شمال الضفة الغربية في محافظة جنين. تقع إلى الغرب من مدينة جنين بنحو 19 كم، وهي من القرى التي وقعت تحت الاحتلال الإسرائيلي في عام 1967.
تشترك مع قرية طورة الغربية بمجلس قروي واحد.

## السكان
بلغ عدد سكانها في تعداد عام 2007 حوالي 174 نسمة، وفي تعداد عام 2017 حوالي 233 نسمة.

## وصلات خارجية
- فلسطين في الذاكرة/ طورة